# Lafayette (Tennessee)
Lafayette é uma cidade localizada no estado norte-americano de Tennessee, no Condado de Macon.

## Demografia
Segundo o censo norte-americano de 2000, a sua população era de 3885 habitantes.
Em 2006, foi estimada uma população de 4238, um aumento de 353 (9.1%).

## Geografia
De acordo com o United States Census Bureau tem uma área de
11,3 km², dos quais 11,3 km² cobertos por terra e 0,0 km² cobertos por água. Lafayette localiza-se a aproximadamente 275 m acima do nível do mar.

## Localidades na vizinhança
O diagrama seguinte representa as localidades num raio de 24 km ao redor de Lafayette.